# David Howard
David Howard, nascut com "David Paget Davis III" (Filadèlfia, 6 d'octubre de 1896 - Los Angeles, 21 de desembre de 1941) va ser un director de cinema i guionista estatunidenc. Va dirigir 46 pel·lícules entre 1930 i 1941, 29 d'elles westerns protagonitzats per George O'Brien, inclòs l'aclamat Mystery Ranch de 1932.

## Filmografia seleccionada
- There Were Thirteen (1931)
- The Rainbow Trail (1931)
- The Golden West (1932)
- Mystery Ranch (1932)
- The Mystery Squadron (1933) (escriptor i director)
- Robbers' Roost (1933)
- Smoke Lightning (1933)
- The Lost Jungle (1934) (escriptor i guionista)
- In Old Santa Fe (1934)
- The Marines Are Coming (1934)
- Whispering Smith Speaks (1935)
- Hard Rock Harrigan (1936)
- Thunder Mountain (1935)
- Conflict (1936)
- Daniel Boone (1936)
- The Border Patrolman (1936)
- The Mine with the Iron Door (1936)
- Windjammer (1937) (productor associat)
- Park Avenue Logger (1937)
- El desert pintat (Painted Desert) (1938)
- Border G-Man (1938)
- Lawless Valley (1938)
- Hollywood Stadium Mystery (1938)
- El rànger renegat (The Renegade Ranger) (1938)
- Gun Law (1938)
- The Rookie Cop (1939)
- Timber Stampede (1939)
- Arizona Legion (1939)
- Marshal of Mesa City (1939)
- Trouble in Sundown (1939)
- The Fighting Gringo (1939)
- Prairie Law (1940)
- Triple Justice (1940)
- Bullet Code (1940)
- Legion of the Lawless (1940)
- Dude Cowboy (1941)